# Xã Clear Creek, Quận Cooper, Missouri
Xã Clear Creek (tiếng Anh: Clear Creek Township) là một xã thuộc quận Cooper, tiểu bang Missouri, Hoa Kỳ. Năm 2010, dân số của xã này là 417 người.